# Magyar Október Párt
A Magyar Október Párt (MOP) 1989. június 27. és 1991. december 14. között, a rendszerváltás idejében működő társadalmi szervezet volt. A párt alapító nyilatkozata szerint a 28 aláíró „arra a következtetésre jutott”, hogy „az 1956-os forradalom és szabadságharc eszményei nem érvényesülnek a meglévő politikai szervezetek programjában és gyakorlatában”.  A Magyar Október Párt látványos, de radikális akciói miatt a politikai partvonalra szorult. Hiába kezdeményezett tárgyalásokat az ellenzéki egységről, szóba sem álltak vele. A Krassó György vezette Magyar Október Párt nem csupán legitimációhiányosnak tekintette az Ellenzéki Kerekasztalban részt vevő pártokat, de magát a tárgyalási folyamatot is mindvégig antidemokratikusnak tartotta.

## A Magyar Október Párt jelszavai
„Nem fogtok lógni!

Munkát a kommunistáknak!”
„A Nép – Te vagy!”

## A Magyar Október Párt alapító nyilatkozata[1]

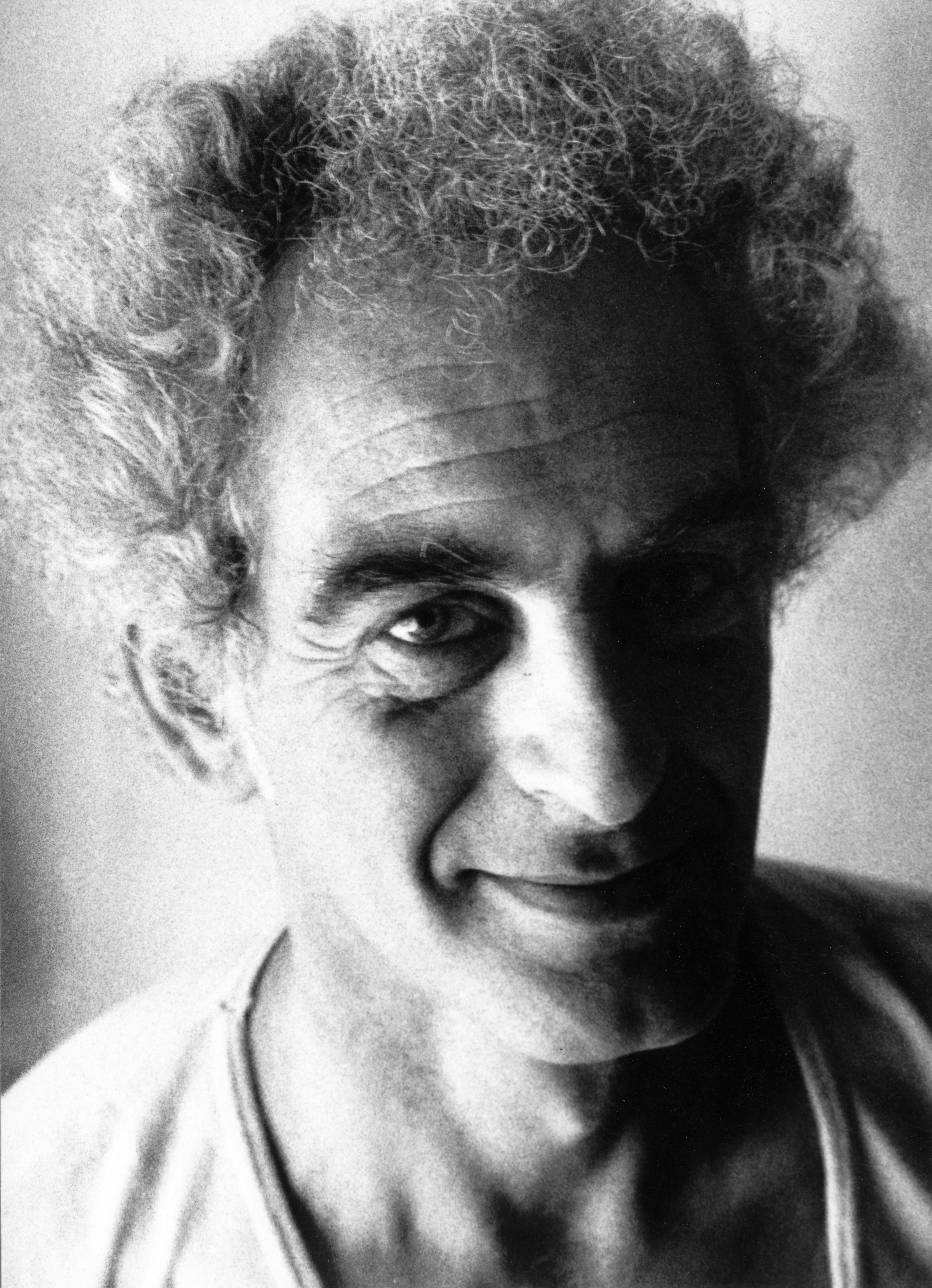
Krassó György a Szabad Európa Rádió munkatársa

1. Alulírottak a jelenlegi magyarországi politikai helyzetet elemezve arra a következtetésre jutottunk, hogy
2. A Magyar Október Párt célja az 1956-os forradalom és szabadságharc eszményeinek maradéktalan megvalósítása. A Magyar Október Párt segíteni kívánja a magyarság önbecsülésének visszaállítását, a nemzet kiemelkedését gazdasági, erkölcsi és politikai nyomorúságából. Figyelemmel kíséri a politikai egyezkedéseket, ellenőrizni és befolyásolni kívánja a mindenkori hatalom döntéseit és intézkedéseit.

A Magyar Október Párt célja az ember boldogsága, s ez csak jólétben, szabad és független országban valósulhat meg.
Célkitűzéseit a Magyar Október Párt békés úton kívánja elérni.
3. A Magyar Október Párt elutasítja a kommunista rendszert, mert ellensége minden diktatúrának, mindenfajta hatalmi monopóliumnak. Elutasítja ugyanakkor a politizálás hagyományos formáit: az érdekeltek kirekesztésével folytatott tárgyalásokat, a titkos megegyezéseket, a korrupciót, hazudozást és képmutatást is.

A Magyar Október Párt nyílt és átlátható politikát kíván folytatni, kötelezettséget vállal arra, hogy másokkal szemben támasztott erkölcsi elvárásainak elsősorban maga tesz eleget. Belső szervezeti működését is ennek megfelelően alakítja ki: biztosítja tagjai és tagcsoportjai álláspontjainak és kezdeményezéseinek szabadságát.
4. A Magyar Október Párt megalakítói úgy vélik, hogy az Ellenzéki Kerekasztal és a kommunisták tárgyalásai a „robbanás” elkerülése érdekében folynak, de félő, hogy a tárgyaló felek legitimitásának hiánya épp az ellenkező hatást váltja ki, már csak azért is, mert a kommunisták nem élvezik a nép bizalmát, az Ellenzéki Kerekasztalhoz tartozó csoportosulások pedig csupán a lakosság elenyésző hányadát képviselik, s belső működésük sem demokratikus.
5. A Magyar Október Párt az ország mai gondjait az 1956-os forradalom és szabadságharc eszményeinek maradéktalan megvalósításával kívánja megoldani. Magyarország legyen független, szabad, semleges ország, amelynek lakói jólétben élnek, és ahol érvényesül a népfelség elve. A Magyar Október Párt intézkedéseket követel a nyomor felszámolására, igazságos szociálpolitikára, a gazdaság talpraállítására, a természeti környezet megóvására. A Magyar Október Párt küzd a magyar nemzeti kisebbség kollektív jogainak biztosításáért, a határainkon innen és túl élő magyarság jogegyenlőségéért. Küzd a kommunista önkény áldozatainak rehabilitásáért.

Minden politikai és gazdasági lépést csak a magyar nép érdeke vezéreljen.

A párt konkrét javaslatait a programtervezet tartalmazza, amely végső alakját a közgyűlés vitája, módosításai és jóváhagyása alapján nyeri el. Céljait a Magyar Október Párt az igazsághoz hű tájékoztatással, meggyőzéssel és politikai nyomásgyakorlással kívánja elérni.
6. A Magyar Október Párt várja soraiba mindazokat, akik a fenti célokért kívánnak munkálkodni.

Budapest, 1989. június 27.
Antony Miklós, közgazdász

Bacskai Sándor, takarító

Bánlaki József, programozó

Benkő J. László, könyvtáros

Berényi L. Gábor, kisiparos

Berhidai Tamás, alpinista

Bogád Antal, ügyintéző

Borbély Levente, vegyészmérnök

Böszörményi Péter, alkalmazott

Cortva László, műszaki rajzoló

Csontos Péter, csoportvezető

Diószegi Olga, tanár

Filó Sarolta, előadóművész

Havas Lujza, művészettörténész

Hermann Zsuzsa, könyvtáros

Horváth András, anyagbeszerző

Jakab Lajos, szabadfoglalkozású

Keszthelyi Zsolt, tanár

Kopács Miklós, világosító

Krassó György, fordító

Kulcsár Lászlóné, tanár

Mayer Ferenc, szakoktató

Mikes Tamás, újságíró

Nagy Jenő, szerkesztő

Pankovics Gyula, rokkant nyugdíjas

Philipp Tibor, ács

Szabó László, könyvtáros

Szolnoky Pál, asztalos

## A Magyar Október Párt programja[2]
Minden politikai és gazdasági lépést a magyar nép érdeke vezéreljen
1. Követeljük a megszálló szovjet csapatok azonnali kivonását hazánk területéről, Magyarország kilépését a Varsói Szerződésből, a teljes katonai és politikai semlegesség kinyilvánítását.
2. Magyarország legyen szabad – érvényesüljön a népfelség elve: az MSZMP-nek alárendelt jelenlegi Parlament oszlassa fel magát, a politikai tárgyalások kizárólag a választójogi törvény tervezeteivel foglalkozzanak, írjanak ki népszavazással eldöntött szabályok szerinti szabad, demokratikus választásokat. A közigazgatás épüljön helyi önkormányzatokra; szűnjön meg az erőszakszervezetek pártirányítása; oszlassák fel a Munkásőrséget, az Ifjúgárdát és a Magyar Honvédelmi Szövetséget; legyen független bíráskodás és a Parlamentnek felelős kormány.
3. A magyar nemzeti kisebbségeket meg kell menteni.

Ennek érdekében minden politikai eszközt igénybe veszünk azért, hogy:
4. A fenti követelések teljesülése példaértékű lehetne a kisebbségi problémák megoldásában, és esélyt adna a kelet-közép-európai országok békés fejlődésére. Hasonlóképpen kiemelt társadalmi védelmet kívánunk és másokkal egyenlő jogalkalmazási gyakorlatot követelünk a Magyarországon élő nemzeti, faji, felekezeti, életmódbeli kisebbségek számára.

A Nyugaton élő magyarság részesüljön az anyaországban élőkkel azonos jogokban. Magyarországra utazásuk esetén tartózkodásuk idejét ne korlátozza semmilyen vízumkényszer, teljes joggal vehessenek részt az országgyűlési választásokon.
5. A gazdasági életben a hatékonyságot csak a különböző tulajdonformák egyenlő esélye és versenye biztosíthatja. E formák között kapjon helyet – egyik lehetőségként – a munkásönigazgatás is: a gyárak munkásai alakíthassanak munkástanácsokat, amelyek elővételi joggal rendelkeznek üzemük megvásárlására, de dönthessenek úgy is, hogy termelőeszközeiket hosszú lejáratú vételár-törlesztési feltételekkel eladják dolgozóiknak. A termelőszövetkezetek tagsága hasonló elvek alapján határozhassa meg a föld és a vagyon sorsát.
6. Azonnal szűnjék meg az életkörülmények további mesterséges rontása. A bűnös gazdaságpolitika árát nem fizetheti meg az ország lakossága, kiváltképp akkor, amikor a hatalom nem került a nép választotta kormány és Parlament kezébe. Az árak további növekedésével arányosan emelkedjenek a bérek már csak azért is, mert a társadalmi feszültségek további növekedésének kiszámíthatatlan következményei lehetnek.
7. A kormányzat kötelessége állampolgári jogon biztosítani a létminimumot, munkanélkülieknek és nyugdíjasoknak a társadalmi minimumot, fiatalok részére pedig pályakezdő hitelt. A lezüllesztett, erkölcstelen, korrupcióra kényszerített egészségügy kapja meg az emberi élet fontosságához mért állami támogatást.
8. Kezdődjék meg végre az ország gazdaságilag elsorvasztott területeinek kiemelt fejlesztése.
9. Az oktatás állami monopóliumát meg kell szüntetni, töröljék az ideológiai tárgyakat a tananyagból, és szűnjék meg az ideológiai hatás más tárgyak oktatásában.
10. A munkások érdekvédelmét a saját maguk által létrehozott független szakszervezetek és munkástanácsok lássák el. Kötelezze magát a kormány arra, hogy – a törvényeket tiszteletben tartva – semmilyen formában nem avatkozik be a munkásság esetleges sztrájkjaiba.
11. Környezetrontó beruházások helyett környezetvédő beruházásokat.
12. Igazságtételt követelünk – jóvátételt az üldözések áldozatainak, a felelősök megnevezését és anyagi jóvátétel fizetésére kötelezésüket. Április 4-ét töröljék az ünnepek sorából, október 6-a legyen nemzeti gyásznap, október 23-a pedig nemzeti ünnep.

Elfogadta a Magyar Október Párt közgyülése 1989. július 9-én, Budapesten.

## A Magyar Október Párt kampánydala (1989-90-ből)
```
A Magyar Október Párt
Átnevezi az utcát!
A népirtó Münnich Ferenc helyett
az új név a régi lett!
```

A dalt (melynek további versszakai is voltak, amelyek kevésbé váltak ismertté) nagyjából a korábbi népszerű mesefilm-sorozatból ismertté vált Popeye, a tengerész főcímdal dallamára lehetett énekelni.

## A Magyar Október Párt által szervezett akciók
A Magyar Október Párt volt az első bentlakásos tüntetést szervező párt, amely azért szervezett nonstop demonstrációt, mert elfogadhatatlannak tartotta a választási rendszer azon részét, amely az ajánlási szelvények begyűjtéséhez kötötte a választásokon való részvételt. A párt 36 napig demonstrálhatott a Kossuth téren (az Ország Sátra), ezután a rendőrség a gyülekezési törvényre hivatkozva betiltotta a folyamatos demonstrációt, a demonstrálókat, köztük Krassó Györgyöt pedig előállították. A párt aktivistái ahányszor visszapróbáltak térni a Kossuth térre, újra és újra bevitték őket.
A Magyar Október Párt talán egyik legemlékezetesebb akciója az akkori Münnich Ferenc utca átneveztetése volt. 1989. július 14-én a Magyar Október Párt és a Magyar Radikális Párt demonstrációt tartottak a belvárosi Münnich Ferenc utcában: leragasztották az összes utcatáblát, és felszegezték a Nádor utca feliratot. Július 27-én sikerült megegyezniük a Fővárosi Tanáccsal, hogy a Münnich Ferenc utca visszakapja eredeti elnevezését, a Nádor utca nevet és társadalmi, politikai szervezetek képviselőiből és szakemberekből álló bizottság tekintse át a jelképeket és közterületi elnevezéseket.
1989. augusztus 4-én a Magyar Október Párt politikai mozgókonyhát szervezett Csepelen.
1989. szeptember 22. A Baloldali Alternatíva Egyesülés (BAL) Egyeztető Bizottságának állásfoglalása a politikai kertészkedésről.

„A Magyar Október Párt ismételt kísérlete a közrend felborítására eddig jelképes akciókra korlátozódott. Ebbe a sorba illeszkedik a legutóbbi akció: egy olyan virágágynak a felszámolása, amely az öt világrész dolgozóinak összefogását jelképező vörös csillagot ábrázolta. Ezúttal a hatóságok nem csupán készséggel engedtek a jobboldali követelésnek, hanem annak végrehajtását is átvállalták. A kétes kompromisszumokra mindenkor hajlamos, lényegileg sztálinista kormányzat maga is csatlakozott azokhoz a törekvésekhez, amelyek a progresszív munkás- és népmozgalmi hagyományok kiiktatását tűzték ki célul.

Kiindulva abból a történelmi tapasztalatból, hogy a jelképek »kigyomlálását« előbb-utóbb eszmék, mozgalmak és emberek kigyomlálása követi, tiltakozunk mind a szélsőjobboldal demagóg akciója, mind a bürokratikus hatalom önmentő együttműködése ellen.”
1989. szeptember 29. A Magyar Október Párt az 1956-os Nagy-Budapesti Központi Munkástanács elnökének, Rácz Sándornak a személyében állít köztársasági elnök-jelöltet.
A Magyar Október Párt másik emlékezetes akciója az volt, amikor 1989. november 4-én a Magyar Radikális Párttal együtt a szovjet nagykövetség előtt tüntettek, és a szovjet csapatok azonnali kivonását követelték.
A Magyar Október Párt a többi szervezethez képest későn alakult, így kimaradt a székházosztozkodásból. Hogy felhívja a figyelmet a párt a székháztalanságára, az 1989-es szilveszteri rádiókabaré felvétele után elfoglalták a Fehér Háznak azt a termét, ahol hajdanán a Központi Bizottság ülésezett. A mai Képviselői Irodaház, akkoriban az MSZP székháza volt. A párt tucatnyi aktivistáját végül éjszaka rakták ki az épületből, előtte azonban a szocialisták elnöksége még válságtanácskozást tartott.
1990. március 21-én, a Tanácsköztársaság kikiáltásának emléknapján, egyben négy nappal a rendszerváltást realizáló első szabad választások előtt nyilvános, szervezett szobordöntés zajlott Budapesten, a Néphadsereg (ma: Honvéd) téren. A Krassó György vezette Magyar Október Párt tagjai öntötték le vörös festékkel és fűrészelték el térdben – mint harmincnégy évvel korábban a Sztálin-szoborét – a Kiss István-alkotta, alig néhány esztendeig helyén állt, Münnich Ferencet ábrázoló bronzszobrot. A Münnich Ferenc-portréemlékmű ma is térdben megcsonkítva áll új talapzatán a budatétényi Szoborparkban.

## A Magyar Október Párt megszűnése
1991. december 14-én hosszas agonizálás után a Magyar Október Párt megszűnt létezni. Az utolsó, Columbus utcai gyűlésükön a szavazásra jogosultak többsége a párt feloszlatására voksolt, mondván, hogy a kialakult helyzetben, különösen Krassó György halálának előzményeire tekintettel nincs értelme legálisan (megtűrt ellenzékként sem) együttműködni az új hatalmi elittel. A párt illegalitásba vonult. Tagjaik magukkal vitték az összes Krassóra vonatkozó iratot, relikviákat, a napjainkra történelmi kuriózumoknak számító fotódokumentum-gyűjteményt és a levelezések eredeti példányait. Háy Ágnes levélben szólította fel néhai férje barátait, harcostársait, hogy a címére elküldött írásaikkal, emlékirataikkal legyenek munkatársai annak a kötetnek, melyet az egykori forradalmárnak címeznek „Gyurinak a túlvilágra” címmel.